# Diana Silvers
Diana Silvers (Los Angeles, 3 november 1997) is een Amerikaans actrice en model. Ze speelde onder andere in de televisieserie Space Force en de film Ma.

## Vroegere leven
Silvers werd geboren in Los Angeles op 3 november 1997. Haar moeder is van Zwitserse afkomst en haar vader is van Romeins-Joodse afkomst. Ze heeft vier oudere broers en zussen evenals een jongere broer. Silvers ging naar acteerkampen nadat ze op twaalfjarige leeftijd de film What's Eating Gilbert Grape zag en besloot vanaf dat moment voor een acteercarrière te gaan. Vanaf 2014 ging ze naar de Palisades Charter High School, waar ze tennis speelde. Ze ging naar de New York University om acteren te studeren, maar veranderde haar studierichting naar geschiedenis met een minor in film. Ze stopte tde studie tijdens haar eerste jaar.

## Biografie
Silvers begon in haar tienerjaren met modellenwerk. Ze werd gescout door IMG Models in het laatste jaar van haar highschooltijd in 2015. Ze deed ook modellenwerk in New York om haar studie aan de New York University te kunnen betalen. In 2019 sloot ze Stella McCartney's najaarsshow af.
In 2018 maakte Silvers haar acteerdebuut in een aflevering van de Hulu thrillerserie Into the Dark en een jaar later haar filmdebuut in M. Night Shyamalan's film Glass (2019). Tijdens haar studeerperiode deed ze auditie voor een hoofdrol in de horrorfilm Ma en verkreeg de rol ondanks dat ze zelf dacht dat ze haar auditie had verknald. In ma speelde Silvers het personage Maggie die samen met haar vrienden bevriend raakt met 'Ma', gespeeld door Octavia Spencer. Ma zou later het leven van Maggie en haar vrienden terroriseren. Tijdens de opnames van Ma kreeg Silvers het script van Booksmart, geregisseerd door Olivia Wilde. In eerste instantie was het de bedoeling dat ze auditie deed voor het liefje van de hoofdpersoon, maar uiteindelijk deed ze auditie voor de rol van Hope. In oktober 2018 werd bevestigd dat Silvers was gecast in de actiefilm Eve, die later hernoemd werd naar Ava. Daarnaast werd ze in september 2019 gecast als Erin Naird in de Netflix komedieserie Space Force. Silvers had eveneens een rol in de film Birds of Paradise van Sarah Adina Smith voor Amazon.

## Filmografie

### Films
| Jaar | Titel             | Rol             | Opmerkingen |
| ---- | ----------------- | --------------- | ----------- |
| 2019 | Glass             | Cheerleader     |             |
| 2019 | Booksmart         | Hope            |             |
| 2019 | Ma                | Maggie Thompson |             |
| 2020 | Ava               | Camille         |             |
| 2021 | Birds of Paradise | Kate Sanders    |             |
| 2024 | The Killer        | Jenn Clark      |             |
| 2024 | Lonely Planet     | Lily Kemp       |             |

### Televisie
| Jaar    | Titel         | Rol            | Extra                       |
| ------- | ------------- | -------------- | --------------------------- |
| 2018    | Into the Dark | Kimberly Tooms | Aflevering: "Flesh & Blood" |
| 2020–22 | Space Force   | Erin Naird     | Hoofdrol                    |